# Idriss Mhirsi
Idriss Mhirsi (arab. إدريس المحيرصي; ur. 21 lutego 1994 w Tunisie) – tunezyjski piłkarz, występujący na pozycji pomocnika w US Monastir oraz reprezentacji Tunezji.

## Kariera klubowa
Idriss Mhirsi jako junior grał w Espérance sportive de Tunis. W 2010 w wieku szesnastu lat dołączył do profesjonalnego zespołu i podpisał kontrakt z klubem. 25 lipca 2016 podpisał trzyletni kontrakt z francuskim klubem Red Star FC, który brał udział w rozgrywkach piłkarskich Ligue 2. Pod koniec kontraktu Mhirsi był także na celowniku chorwackiego klubu Hajduk Split.
5 grudnia 2019 Mhirsi wrócił do Tunezji i podpisał umowę z US Monastir.

## Kariera reprezentacyjna
W reprezentacji Tunezji zadebiutował 6 lipca 2013 na stadionie Stade Olympique de Sousse w przegranym 0:1 meczu towarzyskim z reprezentacją Maroka.

## Sukcesy
- Mistrz Tunezji: 2010/2011, 2011/2012, 2013/2014[1]
- Zdobywca Pucharu Tunezji: 2010/2011, 2019/2020
- Zwycięzca Championnat National: 2017/2018
- Zwycięzca Afrykańskiej Ligi Mistrzów: 2011[1]